# Ponte Sami
A ponte Sami (em finlandês:  Saamen silta; em norueguês:  Samelandsbrua) é uma ponte rodoviária atirantada entre o condado de Finnmark na Noruega e o município de Utsjoki na Finlândia. Tem 316 metros de comprimento e o vão principal é de 155 m. Cruza o rio Tana e foi inaugurada em 1993.